# Ballesteros (Cagayan)
Ballesteros è una municipalità di quarta classe delle Filippine, situata nella Provincia di Cagayan, nella Regione della Valle di Cagayan.
Ballesteros è formata da 19 baranggay:
- Ammubuan
- Baran
- Cabaritan East
- Cabaritan West
- Cabayu
- Cabuluan East
- Cabuluan West
- Centro East (Pob.)
- Centro West (Pob.)
- Fugu
- Mabuttal East
- Mabuttal West
- Nararagan
- Palloc
- Payagan East
- Payagan West
- San Juan
- Santa Cruz
- Zitanga